# Świętochłowice
Świętochłowice este un municipiu în Polonia. Populația lui Świętochłowice în 2005 era de 58,000 locuitori.